# Lino Matías Picado y Franco
Lino Matías Picado y Franco (Hoyos, Càceres, 1772 - Còria, 10 de juliol de 1853), va ser un historiador, escriptor, sacerdot i monjo benedictí espanyol. Va utilitzar també per nom l'anagrama de Onil Pidoca Narcof de Jagne.

## Biografia
Va professar en el monestir benedictí de San Pedro de Arlanza i va estudiar a Oviedo i a Salamanca. Va servir com a capellà en el regiment d'infanteria de La Rioja durant la Guerra de la Independència. Després va ser visitador de la seva ordre a Aragó. Gràcies a ser amic de Francisco Tadeo Calomarde i en obsequi als seus serveis com a capellà i com a publicista del neoabsolutisme durant el Trienni Liberal, va ser nomenat prelat apostòlic i del Consell de la seva Majestat i abat del monestir benedictí de Sant Joan de la Penya des de començaments de 1824 a 1830, encara que els monjos van protestar al principi. L'últim any va sol·licitar el trasllat al de Sant Cugat del Vallés i va ser abat allí també entre 1830 i 1835, encara que en 1833 va estar a Madrid organitzant el Museu de Ciències Naturals. Després de la desamortització es va traslladar al seu poble natal i després a Còria, on va morir en 1853.
Va ser un destacat publicista del neoabsolutisme de Ferran VII durant el Trienni Liberal i posteriorment. I després d'escriure un parell d'obres històriques sobre la Guerra de la Independència (en què va tractar molt malament als liberals i va descriure les intrigues de Espoz i Mina contra Durán i les seves tropes), va polemitzar després en la premsa del Trienni i també després contra l'exiliat liberal a França Josep Preses per alguns escrits que havia publicat allí contra l'absolutisme dels reis espanyols.

## Obres
- Memorias sobre la reconquista de Zaragoza, conservación de la plaza y rendición de su castillo por las tropas españolas en julio de 1813, Madrid, 1815.
- Historia del origen, conocimiento y acciones de la guerra de la sexta división del segundo ejército, o sea, de Soria, durante nuestra sagrada lucha al mando del Excmo. Señor Don José Joaquín Durán y Barazabal, Mariscal de Campo de los Reales Exercitos escrita por el padre Lino Matías Picado Franco capellán que fue de uno de los cuerpos de la división, Madrid, en la oficina de Dávila, impresor de cámara de S. M., 1817, 2 vols. V. 1: Que comprehende desde el alarma general de la nación hasta el 18 de marzo, que la división se posesionó de Soria por asalto. V 2: Que comprehende desde el 24 de marzo de 1812 que salió la division de Soria, hasta la paz.
- Los comuneros de hogaño no son como los de antaño, 1822.
- Los antropófagos que han aparecido en Madrid, Madrid, 1827.
- Contestación á la obra titulada: Pintura de los males que ha causado á la España el gobierno absoluto de los dos últimos reynados, y de la necesidad del restablecimiento de las antiguas Cortes, ó de una carta constitucional dada por el rey Fernando, publicada en Burdeos por... don Jose Présas. Cartas que... don Lino Maria Picado Franco,... escribió á une caballero oficial frances que le facilitó la lectura de la predicha obra. Burdeos: Lawalle, 1829.
- Amb l'anagrama Pidoca Narcof de Jagne, Onil, Breve contestacion á la obra titulada El triunfo de la verdad y confusion de la impostura: impresa en Burdeos, que mas bien debería titularse Ensalada con solo el condimento del vinagre del doctor D. José Presas, Barcelona: Viuda de Agustin Roca, 1831.
- Amb l'anagrama Pidoca Narcof de Jagne, Onil, Vindicación del rey Don Pedro I de Castilla, en la que se manifiesta por las crónicas, abreviada y vulgar, que de este rey escribió Don Pedro López Ayala que lejos de merecer el dictado de Cruel, es muy acreedor al de Benigno y Justiciero. Barcelona: Viuda de Agustín Roca, 1831.
- Breve oracion que con motivo de la solemne fiesta de Iglesia hecha el 27 de Febrero, por el imperal monasterio de San Cugát del Vallés ... por la ecsaltacion del Cardenal Mauro Capellari dijo su Abad celebrando de Pontifical Barcelona: Viuda de Agustin Roca, impresor de cámara de S. M., 1831
- El francmasón convertido